# Lucidario
El Lucidario es un diálogo enciclopédico entre un maestro y su discípulo, compuesto entre 1293 y 1295 bajo el auspicio de Sancho IV de Castilla.

## Estructura
La obra se compone del prólogo regio de Sancho IV, escrito en primera persona, un marco narrativo que introduce la historia de un maestro y su discípulo, y 100 capítulos sobre preguntas de Teología y de historia natural (aunque algunos capítulos tienen más de una pregunta). Los modelos directos del Lucidario son las enciclopedias latinas, como De proprietatibus rerum de Bartolomeo Ánglico o el Speculum naturale de Vincent de Beauvais, y obras didascálicas (en forma de diálogo) producidos durante el escolasticismo temprano, fundamentalmente, el Elucidarium de Honorio de Autun. Sancho IV sugiere que la intención del libro era combatir la herejía:
E de aquí se toma un ramo de una pregunta que fazían los omnes de que nasció grand eregía, e me demadaba que, pues el Çielo e la Tierra non eran fechos (que estonçe los criava Dios) que ante que lo oviese fecho, que ¿dó estaba?
Y como para determinar que "Dios non obo comienço nin fin" se requiere el conocimiento de las Ciencias Naturales y las Sagradas Escrituras, "porque los entendimientos de los omnes se quieren estender a saber e a demandar las cosas más que les es dado... e lo que Dios non quiso que sopiesen", ordenó compilar este libro.

## Manuscritos
En España han subsistido seis manuscritos más o menos completos de la obra, cinco en español y una traducción al latín del siglo XVII obra del padre Juan Eusebio Nieremberg. Todos son bastante posteriores a la fecha de creación, por lo cual el texto sufrió las correcciones, refundiciones, ampliaciones y rellenos que caracterizan la llamada "composición en bola de nieve", como señala el editor moderno (1968) de la obra, Richard P. Kinkade.